# Infirmier en puériculture
Un infirmier puériculteur ou une infirmière puéricultrice est un infirmier ou une sage femme ayant suivi une formation complémentaire d'un an dans le domaine de la petite enfance et de l'adolescence, de 0 à 18 ans, et aussi concernant l'accompagnement des familles.

## Historique[1]et Formation

### En France et en Belgique
Le diplôme d'État de puéricultrice a été créé le 13 août 1947, pour former des professionnels de santé de la petite enfance, ceci pour faire face au taux important de mortalité et morbidité infantiles de l'époque. Il y a au 1er janvier 2007, selon le répertoire ADELI, 13 759 infirmier(e)s diplômé(e)s en puériculture, dont 149 hommes. Le nom masculin « puériculteur » est utilisé dans le langage courant mais n'est pas reconnu officiellement. Les hommes peuvent intégrer la profession depuis les années 1970. Ils obtiennent un diplôme d'État de puéricultrice. La formation, accessible par concours, dure un an.

#### Association nationale des puéricultrices diplômées et des Étudiantes (ANPDE)
En France, les puéricultrices sont regroupés au sein de l'association nationale des puéricultrices diplômées et des étudiantes (ANPDE). Cette association a été créée le 11 juillet 1949 et comporte 24 administrateurs nationaux. En 1964, l'ANPDE donne naissance à sa revue Les cahiers de la puéricultrice. Le 24 octobre 1968, l'association est reconnue d'utilité publique[réf. souhaitée] et en 1975 reconnue comme organisme de formation[réf. souhaitée]. En 2002 le site internet de l'ANPDE est créé à l'initiative de Jeanine Dorbes, Présidente, et Christophe Cassagne, vice président chargé de communication. À l'origine il est géré par Christophe Cassagne, infirmier puériculteur et élu au conseil d’administration national. À l'issue de son dernier mandat Christophe Cassagne devient Directeur de la Société CERC CONGRES. Sébastien Colson a été président de l'ANPDE du 10 juin 2010 à juin 2017, 1er homme président de cette profession très féminine, mais aussi 1er infirmier diplômé, ainsi que 5 infirmières, en juillet 2011 du Master en « Sciences cliniques infirmières » proposé conjointement par l'université de la Méditerranée (Aix-Marseille II) et par le département des sciences infirmières et paramédicales (DSIP) appartenant à l'antenne parisienne de l’École des hautes études en santé publique (EHESP). En juin 2012 Sébastien Colson a été élu au secrétariat international des infirmières et infirmiers de l'espace francophone comme administrateur pour un mandat de 2 ans.
À compter de juin 2017 un autre infirmier puériculteur a succédé à Sébastien Colson, il s'agit de Charles Eury. À compter de 2018 Sébastien Colson est membre du Haut Conseil de la Santé Publique et Membre de la Commission spécialisée maladies chroniques.

### Journée nationale
Depuis 2023, les infirmières puéricultrices ont leur journée nationale : le 3 mars 
La journée du 3/03 a été choisi car le chiffre 3 représentant la triade parent(s) - enfant - infirmière puéricultrice, pour des soins de qualité et une approche holistique de l'enfant et de sa famille.

## Activités
l'infirmière puéricultrice a plusieurs rôles :
- soins : pansements, surveillance médicale, dispensation de soins ;
- prévention et éducation de l'enfant et/ou ses parents, pour apprendre à gérer un traitement, une maladie, une situation ;
- protection de l'enfance en danger ;
- encadrement des étudiants, du personnel (auxiliaires de puériculture, aide-soignants, éducateur de jeunes enfants), des assistantes maternelles agréées; gestion d'une structure pour les responsables (ou adjointes) d'établissements de la Petite Enfance (crèches, haltes-garderies, pouponnières).

En France, les actes concernant les enfants de la naissance à l'adolescence, et en particulier ceux ci-dessous énumérés, sont dispensés en priorité par une infirmière titulaire du diplôme d'État de puéricultrice et l'infirmier ou l'infirmière en cours de formation préparant à ce diplôme :
- suivi de l'enfant dans son développement et son milieu de vie (développement psycho-moteur, affectif et social) ;
- soutien à la parentalité ;
- accompagnement dans la prise en soin d'un enfant par sa famille (conseils, surveillance des vaccinations, rythme de vie, etc.) ;
- surveillance du régime alimentaire du nourrisson : accompagnement pour l'allaitement maternel, volume des biberons, diversification alimentaire, etc.
- prévention et dépistage précoce des inadaptations et des handicaps ;
- soins du nouveau-né en réanimation, en maternité, en néonatalogie ;
- installation, surveillance et sortie du nouveau-né placé en incubateur ou sous photothérapie ;
- prise en charge de l'enfant hospitalisé en service de soins ;
- éducation thérapeutique de l'enfant ;
- actions d'éducation en matière d'éducation pour la santé auprès des enfants et des familles.

## Lieux d'exercice
- Hôpital : maternité, service de néonatalogie, services de pédiatrie et chirurgie pédiatrique ;réanimation pédiatrique et néonatale, pédopsychiatre, hospitalisation à domicile, hôpital de jour.
- Établissement d’accueil du jeune enfant : la puéricultrice est directrice de crèche, elle peut aussi être directrice adjointe tout comme d'autres professionnels que sont les éducateurs de jeunes enfants depuis le décret d'août 2000 et texte de 2007 ;référent santé accueil inclusif depuis décret août 2021.
- centres de protection maternelle et infantile ;
- pouponnières, centres maternels, foyers de l’enfance ;
- milieu scolaire ;
- institut de formation des auxiliaires de puériculture, institut de formation des puéricultrices, institut de formation en soins infirmiers. Mais également en lycées professionnels: CAP AEPE, Bac pro ASSP,…
- activité ambulatoire, soins de ville: sous nomenclature UCNAM conventionné ou non conventionné , ou en secteur privé.